# Lorenz Leopold Haschka

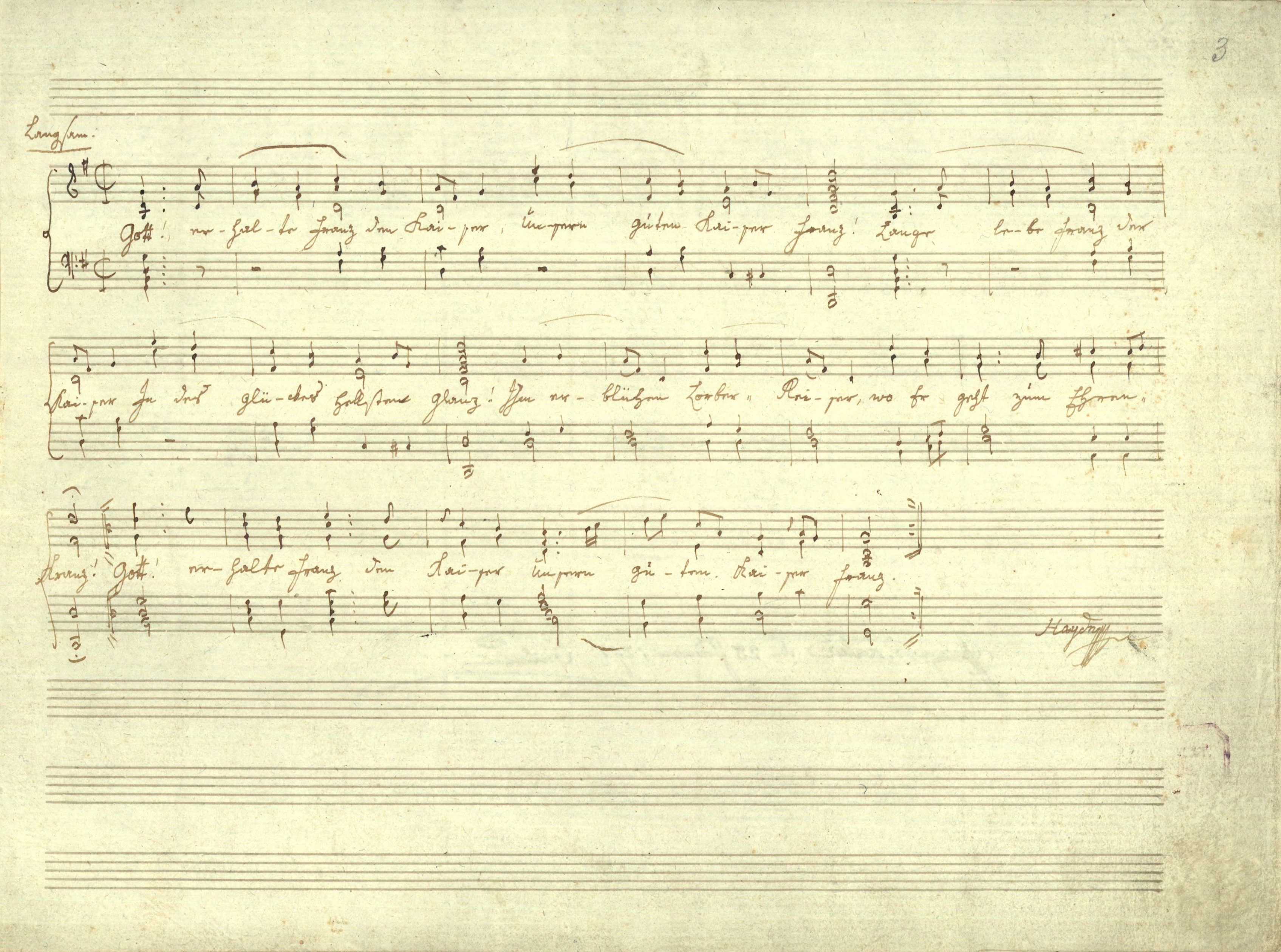
Kaiserlied (Klaverutgåva med den första strofen av Lorenz Leopold Haschka.) Handskrift av Joseph Haydn, 1797.

Lorenz Leopold Haschka, född den 1 september 1749 i Wien, död där den 3 augusti 1827, var en österrikisk poet. 
Haschka skrev texten till den österrikiska kejsarhymnen Gott erhalte Franz den Kaiser.